# Ђорђе Жигић
Ђорђе Жигић (Београд 1920 — Београд 1964), је био репрезентативац Југославије у ваздухопловном моделарству, заслужни спортиста Југославије. По занимању је био машински техничар.
За репрезенрацију се такмичио 10 пута. Поставио је 5 југословенских рекорда. Био је вишеструки првак Југославије. Члан је репрезентације Југославије која је освојила друго место на Европском првенству у ваздушном моделараству 1956. у Суботици. На Међународном такмичењу у класи моторних модела у Врхлави у Чехословачкој освојио је друго место. Жигић је био један од пионира ваздухоплавног моделларства у Југославије.
Учествовао је у конструкцији више авиона. Добитник је значке златно Ц.